# ロサンジェルス・フィルハーモニック

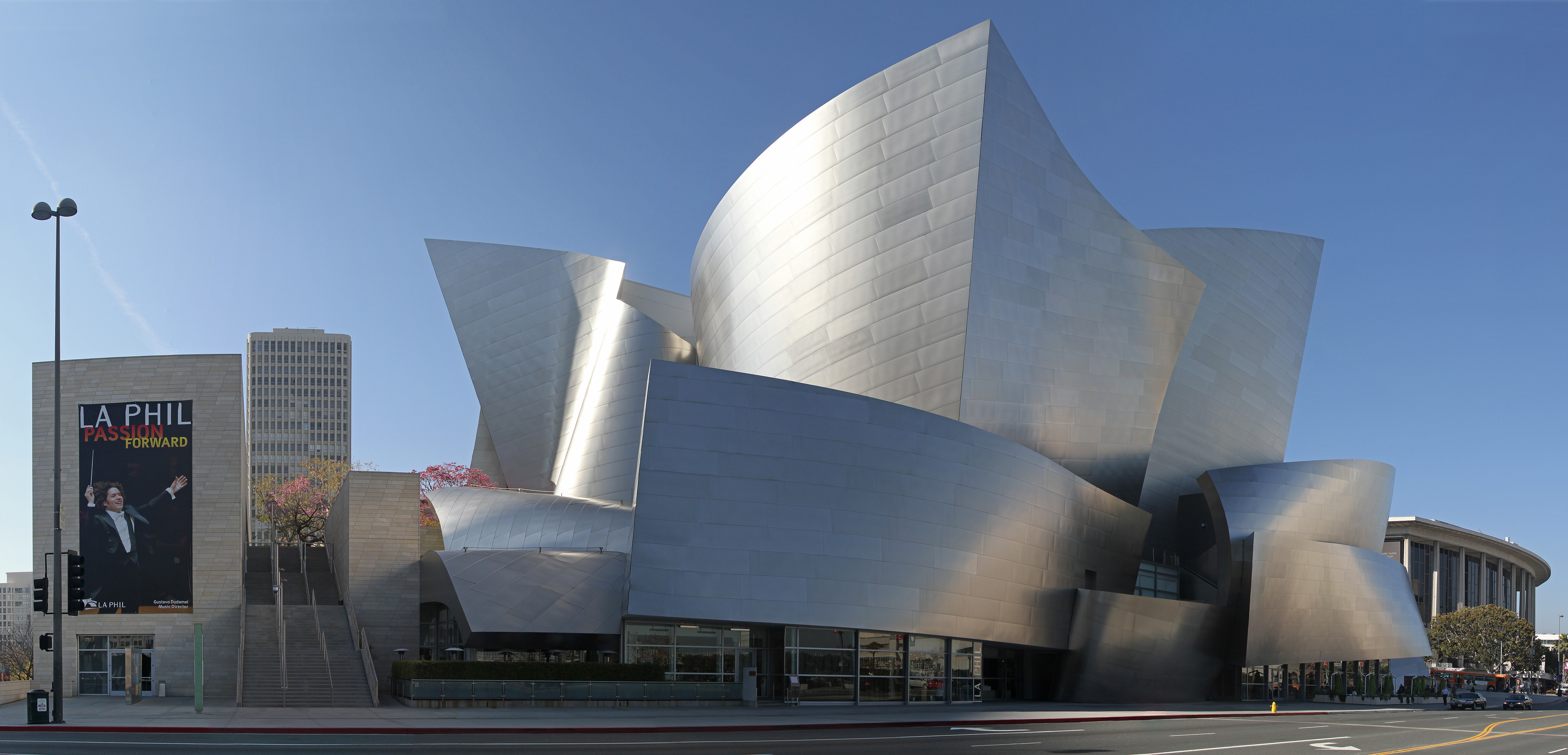
ウォルト・ディズニー・コンサートホールの外観

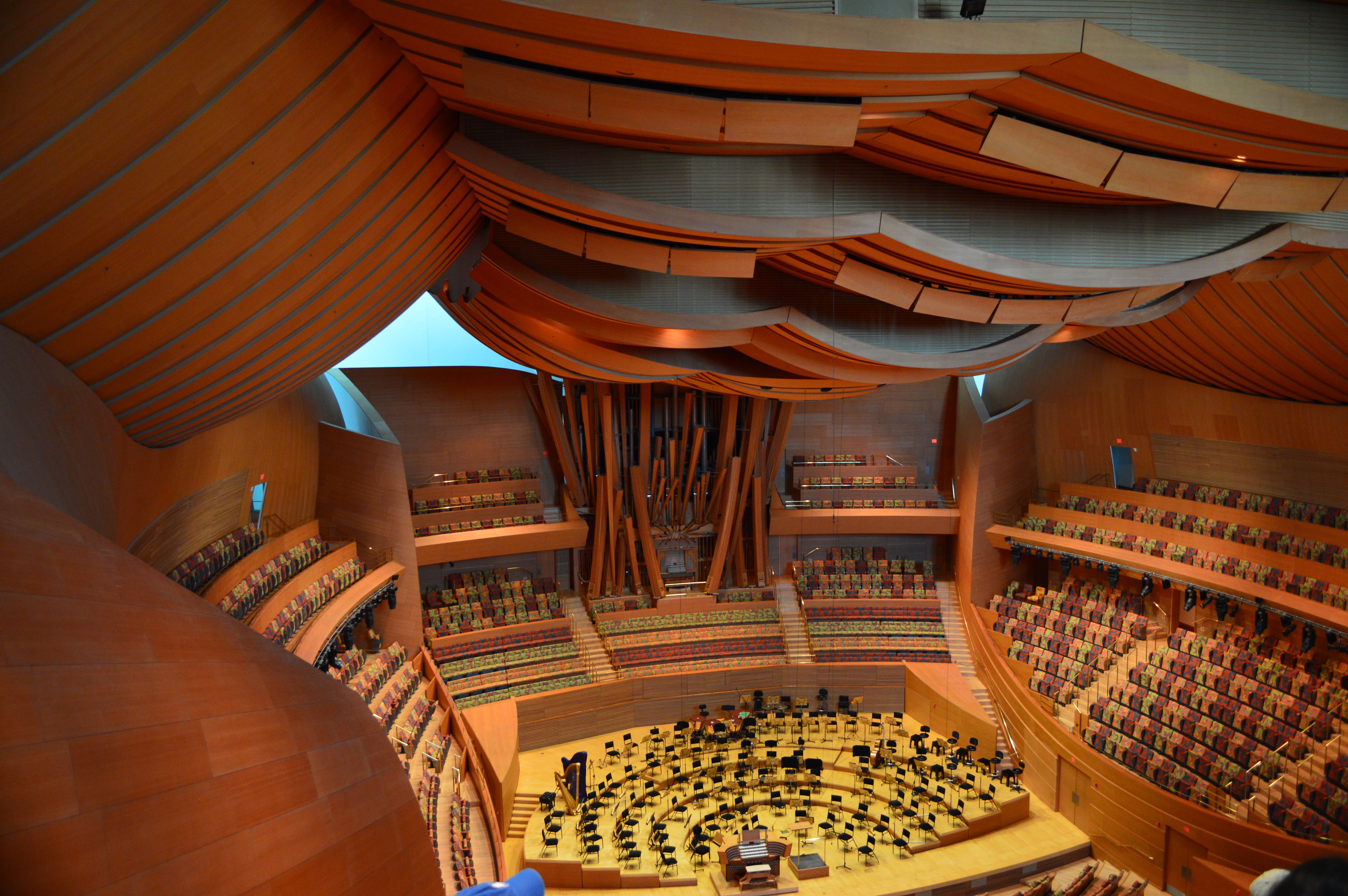
ウォルト・ディズニー・コンサートホールの内観

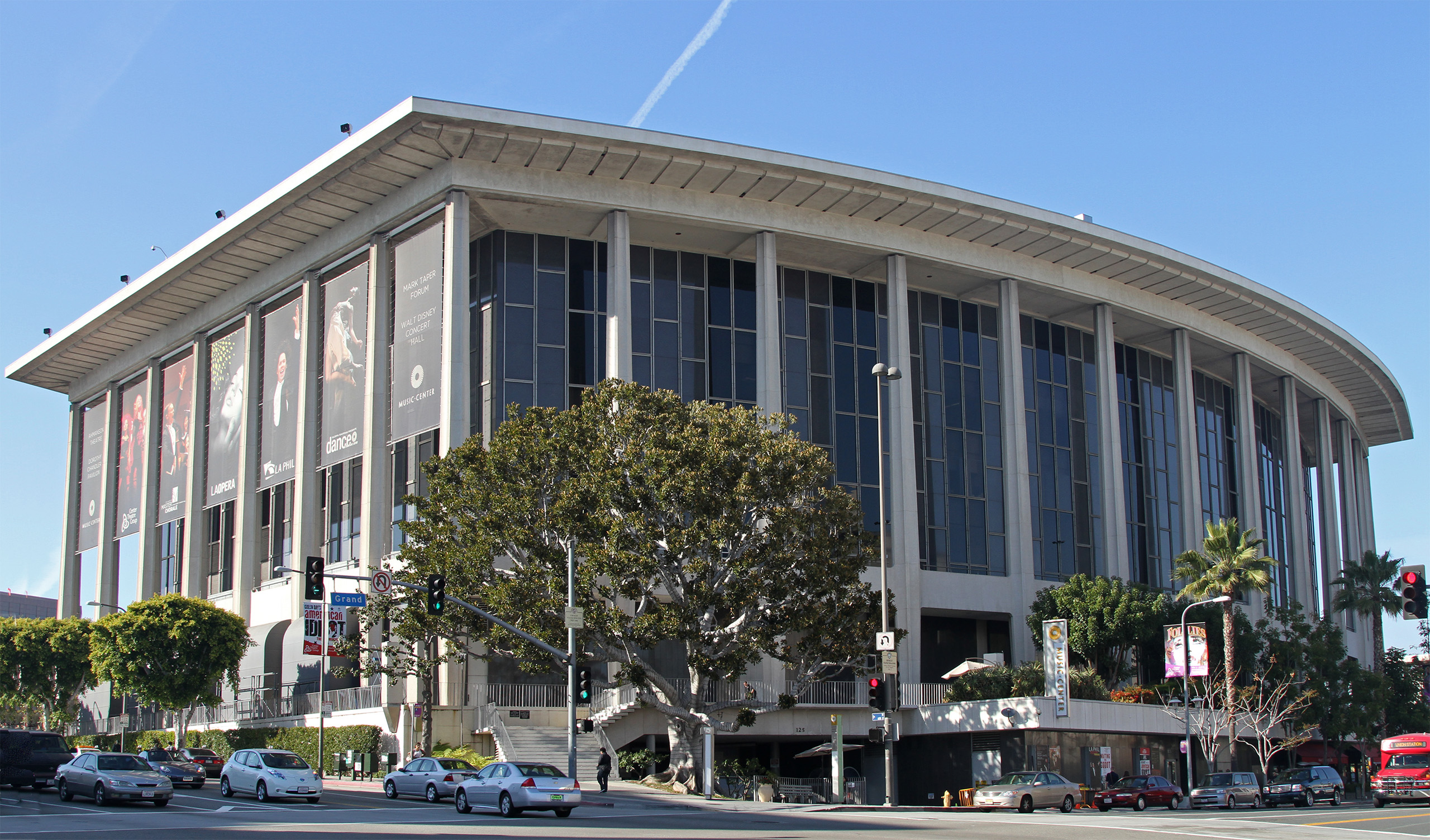
かつて本拠地であったドロシー・チャンドラー・パビリオン

ロサンジェルス・フィルハーモニック（Los Angeles Philharmonic）は、カリフォルニア州ロサンゼルスを本拠地とするアメリカ合衆国のオーケストラ。

## 概要
1964年から2003年まで、ロサンゼルス・ミュージックセンターのドロシー・チャンドラー・パビリオンで演奏活動を行なったが、2003年からは、フランク・ゲーリー設計による近接のウォルト・ディズニー・コンサートホールに本拠地を移した。夏にはハリウッドボウルで野外コンサートを行なっている。1919年の創立以来、年に最低1度は、姉妹都市のサンタバーバラでも演奏を行う。映画音楽の演奏でも広く知られる。

## 歴史
1919年にウィリアム・アンドリューズ・クラーク・ジュニアによって、ウォルター・ヘンリー・ロスウェルを指揮者に迎えて設立され、設立の年に最初の演奏会を行なった。歴代の主な音楽監督に、アルトゥール・ロジンスキ（1929年 - 1933年）、オットー・クレンペラー（1933年 - 1939年）、エドゥアルト・ファン・ベイヌム（1956年 - 1959年）、ズービン・メータ（1962年 - 1978年）、カルロ・マリア・ジュリーニ（1978年 - 1984年）、アンドレ・プレヴィン（1985年 - 1989年）がいる。特に、メータの時代にデッカ・レコードに大量の録音をおこない、国際的にも高い知名度を得ることになった。1992年からエサ＝ペッカ・サロネンが音楽監督と首席指揮者を兼務した。2009/10年シーズンより、グスターボ・ドゥダメルが音楽監督に就任した。

## 主な歴代音楽監督・首席指揮者等
- ウォルター・ヘンリー・ロスウェル（1919-1927）[3]
- イェオリ・シュネーヴォイクト（1927-1929）[3]
- アルトゥール・ロジンスキ（1929-1933）
- オットー・クレンペラー（1933-1939）
- アルフレッド・ウォーレンスタイン（1943-1956）[3]
- エドゥアルト・ファン・ベイヌム（1956-1959）
- ズービン・メータ（1962-1977）
- カルロ・マリア・ジュリーニ（1978-1984）
- アンドレ・プレヴィン（1985-1989）
- エサ＝ペッカ・サロネン（1992-2009）[3]
- グスターボ・ドゥダメル（2009- ）[3]

## 本拠地

### ウォルト・ディズニー・コンサートホール
2003年のウォルト・ディズニー・コンサートホール竣工以来、ロサンジェルス・フィルハーモニックは、当該ホールを本拠地としている。同コンサートホールのメインホールは、硬質木製パネルで構成され、優れた音響効果を持つ。ディズニー家はこのプロジェクトに総額で1億ドル以上を拠出した。

### ドロシー・チャンドラー・パビリオン
上述の、ウォルト・ディズニー・コンサートホールに拠点を移す以前、ドロシー・チャンドラー・パビリオンを本拠地とした。

## 録音

### 映画音楽・テレビドラマ音楽の演奏
- おかしなおかしなおかしな世界（1963年、アーネスト・ゴールド作曲・指揮）
- 宇宙空母ギャラクティカ（1978年、スチュー・フィリップス作曲・指揮、テーマ曲の作曲のみグレン・A・ラーソン）